# アルゼンチン軍
アルゼンチン軍（アルゼンチンぐん、スペイン語: Fuerzas Armadas de la República Argentina）は、アルゼンチンの軍事組織。
2018年時点で全軍種総員74,200人。アルゼンチン大統領の指揮の下、国防省傘下の陸海空の三軍と内務省統制下の2個の治安組織からなる。
アルゼンチン国家憲兵隊は国境警備や戦略的重要拠点の警備にあたり、アルゼンチン沿岸警備隊は領海と内水河川の警備にあたる。
アルゼンチン軍は伝統的に、アメリカ合衆国との防衛協力および兵器供給の関係性を維持している。このほかにより小規模ながら、イスラエル、ドイツ、フランス、スペインおよびイタリアとの間でも兵器の供給を受けている。

## 組織構成
アルゼンチン軍は国防省の権限の下、5つの軍種と2種類の指揮統制系統で構成されている。
2006年6月12日、ネストル・キルチネル大統領は国軍の教義の近代化の為、1988年の施行以来、長年に渡り政府の懸案であった国防法の執行を進めた。国防法により国軍は外国勢力からの攻撃に対して運用されると定義され、軍上層部の削減を促した。これにより各軍の指揮権を国軍合同参謀総長に集約させた。

### 国防組織
- 国防省（MINDEF）
- アルゼンチン陸軍（EA）
- アルゼンチン海軍（ARA）
- アルゼンチン空軍（FAA）

### 治安組織
- 内務省（MININTERIOR）
- アルゼンチン国家憲兵隊（スペイン語版、英語版）（GNA）
- アルゼンチン沿岸警備隊（スペイン語版、英語版）（PNA）

### 付属機関
- 国軍合同参謀本部（EMCFA）
- 戦略情報国家局（DNIEM）
- 軍地理機関（IGM）
- 国軍情報機関（IIFA）
- 国軍科学技術研究センター（CITEFA）
- アルゼンチン平和維持活動共同訓練センター（CAECOPAZ）

## 国際活動
アルゼンチンは湾岸戦争の際にラテンアメリカで唯一、軍艦と輸送機を派遣した。
国際連合平和維持活動（PKO）には、国際連合キプロス平和維持軍、国際連合ハイチ安定化ミッションやフォンセッカ湾、クロアチアおよびボスニアに部隊を派遣した。国際連合キプロス平和維持軍ではボリビア、ブラジル、チリ、パラグアイ、ペルーおよびウルグアイの各国軍がアルゼンチン派遣団に組み込まれ、ラテンアメリカ合同部隊の先例となった。
1999年以降、2006年6月時点までアルゼンチン軍工兵部隊は、コソボの平和安定化部隊におけるラテンアメリカから派遣された唯一の軍隊として、イタリアの旅団に組み込まれていた。
2006年時点でアルゼンチン軍は以下の国際活動に派遣している。
- ハイチ - 国連、国際連合ハイチ安定化ミッション
- キプロス - 国連、国際連合キプロス平和維持軍
- コソボ - 北大西洋条約機構（NATO）、KFOR（コソボ治安維持部隊）
- コソボ - 国連、国際連合コソボ暫定行政ミッション
- ベルギー - NATO、ICC-SHAPE
- ボスニア・ヘルツェゴビナ - NATO、欧州連合部隊（EUFOR）

この他に、国際連合休戦監視機構、国際連合西サハラ住民投票ミッション、国際連合リベリア・ミッション、国際連合コンゴ民主共和国安定化ミッション、国際連合スーダン派遣団および国際連合コートジボワール活動に監視員を派遣した。